# Uług Beg

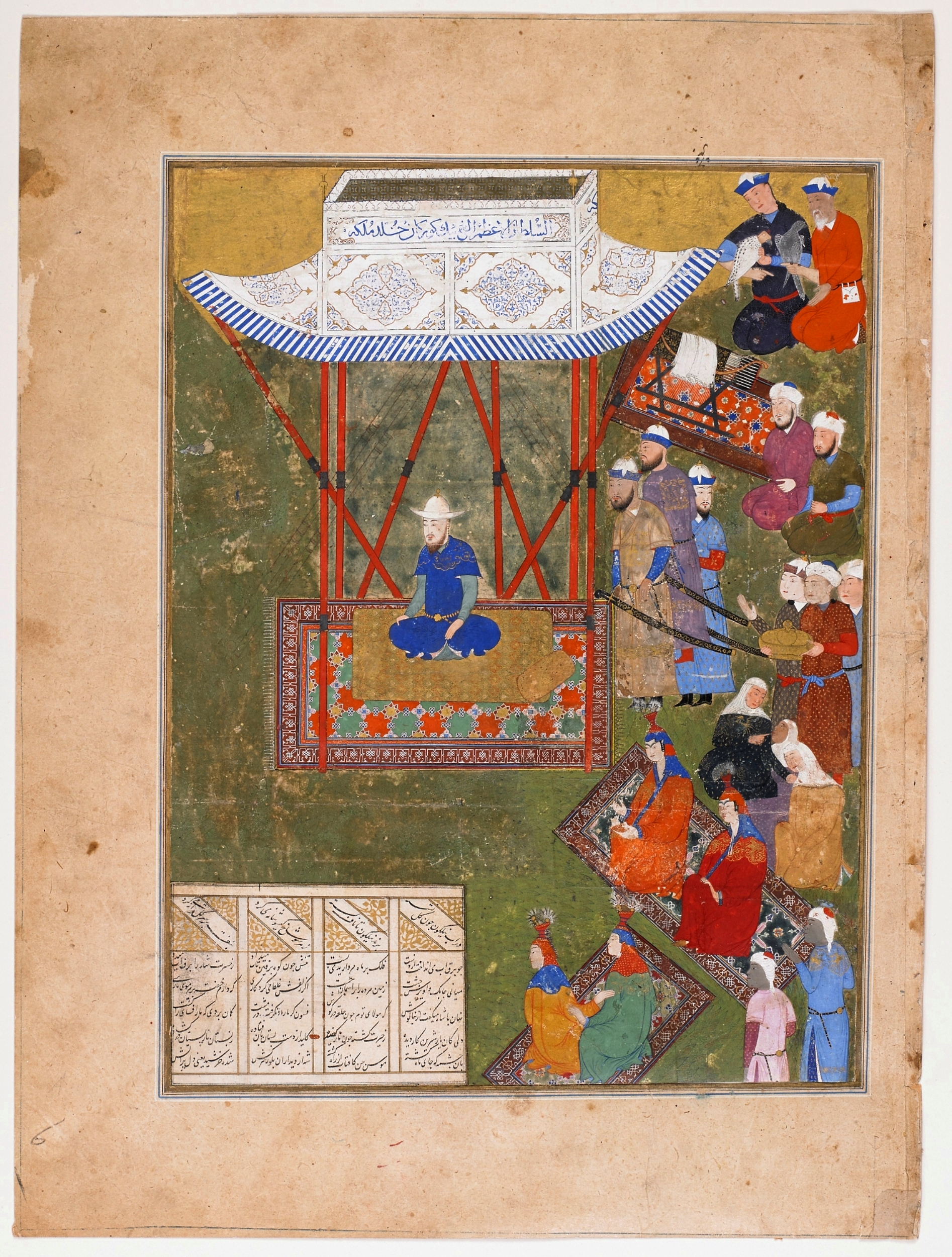
Uług Beg wśród swoich przybocznych i dam dworu. Miniatura powstała prawdopodobnie w Samarkandzie za panowania Uług Bega. Zbiory Freer and Sackler Galleries w Waszyngtonie.

Uług Beg, czagat. الغ‌ بیگ (właściwie Muhammad Taraghaj, czagat. محمد طارق), (ur. 22 marca 1394 w pobliżu Soltanije, zm. 25 albo 27 października 1449 w pobliżu Samarkandy) – władca z dynastii Timurydów, w latach 1409–1447 namiestnik Mawarannahru, od roku 1447 samodzielny sułtan, znany przede wszystkim ze swojej działalności i patronatu w dziedzinie astronomii i matematyki.

## Życiorys

### Dzieciństwo i młodość
Był najstarszym synem Szahrucha (1405–1447). Jego matką była Gouharszad Agha. Nadano mu imiona Muhammad Taraghaj, jednak do historii przeszedł pod swoim tytułem „Uług Beg” (Wielki Beg), uważanym za turecki ekwiwalent perskiego tytułu Timura (1370–1405) „Amir-e Kabir” (Wielki Emir). Podobnie jak inni wnukowie Timura był on wychowywany przez jego żony, prawdopodobnie przez Saraj Malik. We wrześniu/październiku 1404 roku Timur wyprawił wesele dla szeregu swoich wnuków, w tym Uług Bega, który poślubił swoją kuzynkę  Agha Biki, wnuczkę Dżahangira, ze strony matki pochodzącą od Czyngis-chana (1206–1227). Przed wyruszeniem na wyprawę na Chiny Timur ustanowił Uług Bega namiestnikiem terenów w północnym biegu Syr-darii oraz „Mogolistanu aż do Chitaju”, które miał podbić. Timur zmarł jednak 18 lutego 1405 roku, zaś kontrolę nad armią i Samarkandą przejął jego wnuk Chalil Sultan (1405–1409). Uług Beg dołączył do swojego ojca w Chorasanie. Kiedy wyznaczony przez Timura sukcesor, Pir Muhammad (1405–1407), poprosił Szahrucha o pomoc przeciwko Chalil Sultanowi ten wysłał armię na czele której stał emir Szahmalik wraz z Uług Begiem. W lutym 1406 roku Chalil Sultan pokonał jednak siły sprzymierzeńców w pobliżu Karszy, zaś rok później Pir Muhammad został zamordowany. Na wiosnę 1409 roku Szahruch pokonał Chalila Sultana i 13 maja 1409 roku wkroczył do Samarkandy. Szahruch wkrótce powrócił do Heratu, zaś Uług Beg został namiestnikiem swojego ojca w Mawarannahrze, pod opieką Szahmalika.
Władza Uług Bega w Mawarannahrze nie była stabilna, ponieważ musiał on walczyć z rebelią emira Szajch Nur ad-Dina, który wcześniej był przywódcą buntu przeciwko Chalilowi Sultanowi. Szajch Nur ad-Din zaprosił Szahrucha do Mawarannahru, miał jednak nadzieję, że ten będzie stał na straży dawnych rozporządzeń Timura, który powierzył rządy w regionie potomkom Dżahangira, nie zaś ustanowi namiestnikiem własnego syna. 17 kwietnia 1410 roku Szajch Nur ad-Din pokonał armię Uług Bega dowodzoną przez Szahmalika, nie był jednak w stanie zdobyć Samarkandy, pomimo tego że udało mu się przeciągnąć na swoją stronę Muhammada Dżahangira, wnuka Dżahangira. Szahruch z powrotem przybył do Mawarannahru i 12 lipca 1410 roku pokonał Szajch Nur ad-Dina. W następnym roku Szajch Nur ad-Din utracił poparcie chana Mogolistanu Muhammada (1408–1415), który zdecydował się zawrzeć pokój z Szahruchem, i ostatecznie został podstępnie zamordowany przez Szahmalika w trakcie negocjacji. Uług Beg chciał się jednak uwolnić od kurateli emira i jesienią 1411 roku Szahmalik udał się do Heratu wraz z Szahruchem. Tym samym Uług Beg stał się samodzielnym namiestnikiem Mawarannahru.

### Namiestnik Mawarannahru

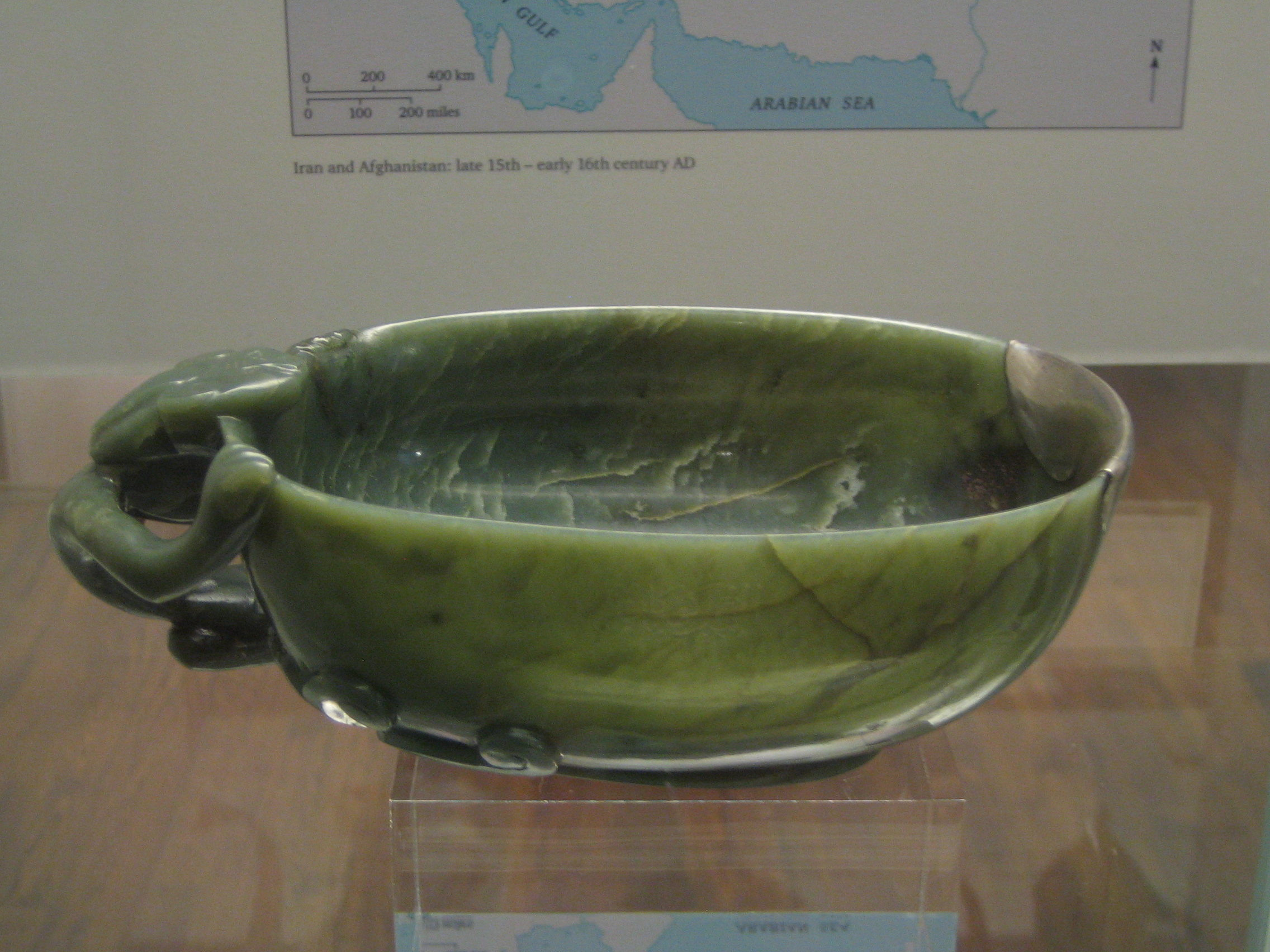
Jadeitowa czara należąca do Uług Bega, znajdująca się obecnie w British Museum

Prowincja Uług Bega była zagrożona atakami jego koczowniczych sąsiadów – Mogołów ze wschodu i niegdyś tworzących Złotą Ordę potomków Dżocziego z północy. Szahruch, chcąc zabezpieczyć wschodnią granicę, powierzył nadgraniczny region Özgönu, Andiżanu i Kaszgaru Amirakowi Ahmadowi, synowi Umar Szajcha i swojej ówczesnej żony, Melkat Aghi (poślubił ją po śmierci brata). Gdy na jesieni 1413 roku wybuchła wojna pomiędzy Szahruchem a bratem Amiraka Ahmada, Iskandarem (1405–1415), Uług Beg zaprosił Ahmada na spotkanie, ten jednak odmówił, prawdopodobnie obawiając się podstępu. W następnym roku Uług Beg zaatakował posiadłości Ahmada, zajmując Achsi i Andiżan. Ahmad uciekł na wschód i powrócił z posiłkami uzyskanymi od Mogołów, nie był jednak w stanie odbić Andiżanu. Niemniej nadal utrzymywał się w Kaszgarze. W roku 1416 Ahmad na zaproszenie Szahrucha przybył do Heratu, jednak zamiast pojednania ostatecznie doszło do wygnania timurydzkiego księcia. W maju 1416 roku Uług Beg posiadał już swoich namiestników zarówno w Andiżanie, jak i w Kaszgarze. W następnych latach różni pretendenci do przywództwa zarówno nad Mogolistanem, jak i klanem Dughlat szukali poparcia u Uług Bega i Szahrucha, ci jednak generalnie unikali zaangażowania po którejkolwiek ze stron. Niemniej ostatecznie Uług Beg poparł przyszłego chana Szir Muhammada (1421–1425). Ten jednak po dojściu do władzy zaczął najeżdżać region Aszpary i Kaszgaru. W roku 1425 Uług Beg wyprawił się przeciwko niemu i pokonał Mogołów w rejonie jeziora Issyk-kul i rzeki Ili. W wyniku tej kampanii Uług Beg zdobył nefryt następnie zużyty na pokrycie grobowca Timura, a została ona upamiętniona triumfalną inskrypcją nieopodal Dżyzaku (zob. Brama Timura).
Uług Beg miał mniej szczęścia w swoich starciach z Dżoczydami. W maju 1419 roku przyjął on u siebie Boraka (1425 – ok. 1428/1429), pretendenta do władzy nad Niebieską Ordą. Uług Beg dostarczył mu posiłków i w sierpniu/wrześniu tego samego roku wyruszył by osadzić Boraka na tronie, ostatecznie jednak zawrócił gdy dotarły do niego wieści o porażce jego protegowanego. Niemniej Borakowi ostatecznie udało się osiągnąć swój cel w roku 1425, tylko po to by w następnym roku zażądać od Uług Bega zwrotu miasta Sygnak, dawnej stolicy Ordy. Szahruch zabronił Uług Begowi samodzielnie wyruszać przeciwko Borakowi niemniej ten tak właśnie zrobił kiedy dotarły do niego posiłki od ojca przyprowadzone przez jego brata Muhammada Dżukiego. W rezultacie w roku 1427 dwaj synowie Szahrucha ponieśli upokarzającą klęskę z rąk Boraka, po której to Uług Beg został na krótki czas pozbawiony namiestnictwa. Przywrócony na swoje stanowisko Uług Beg nie stanął jednak ponownie na czele armii aż do śmierci swojego ojca. Borak zginął ok. 1428/1429, zaś w regionie zaczęło rosnąć znaczenie konfederacji Uzbeków pod przywództwem Abu al-Chajra (1428–1468). W roku 1430/1431 Uzbecy zajęli północny Chorezm. Początkowo zostali wyparci, jednak w roku 1435 dokonali ponownego podboju tego terytorium, by w latach 40. dotrzeć do Syr-darii, skąd dopuszczali się rajdów na terytoria Timurydów. Pod koniec okresu namiestnictwa Uług Bega Uzbecy plądrowali regularnie tereny sięgające niemal do Samarkandy i Buchary. W roku 1446 Abu al-Chajr zdobył cały szereg miast w dolnym i środkowym biegu Syr-Darii, łącznie z Sygnakiem.
W sytuacji militarnej bierności Uług Bega sytuacja pogarszała się także na jego wschodniej granicy. Kiedy przybył do niego mogolski pretendent do tronu, Junus Oghłan (1462–1487), Uług Beg przyrzekł mu azyl, jednak następnie zdradziecko wymordował wielu jego zwolenników. Szahruch zbeształ go za to i odesłał Junusa do Iranu, gdzie ten pozostał aż do panowania Abu Sa’ida (1451–1469). Ok. roku 1434/1435 Dughlat odzyskali Kaszgar i zbudowali fort na pograniczu Kotliny Fergańskiej, skąd urządzali rajdy na region Andiżanu, przy braku jakiejkolwiek reakcji Uług Bega.
Uług Beg nie rządził w całym Mawarannahrze, bowiem Hisar-i Szadman położony w południowej części regionu Szahruch oddał we władanie Muhammada Dżahangira. Także Chottal miał własnego namiestnika. Bartold uważał, że Uług Beg był właściwie niezależnym władcą Mawarannahru, jednak tak samo jak inni namiestnicy musiał on wymieniać swojego ojca jako panującego w chutbie i umieszczać jego imię na monetach oraz przysyłać mu posiłki na jego wyprawy. Imię Szahrucha pojawiało się także na dekretach i nominacjach Uług Bega, a jego ojciec nadzorował jego działania. Uług Beg zimy spędzał zazwyczaj w Bucharze, przeważnie oddając się polowaniom, a resztę roku w Samarkandzie. Niewiele wiadomo na temat jego administracji. Późniejsze źródła informują o bardzo niskich podatkach za jego rządów, ale prawdopodobnie odnosi się to do redukcji wysokości podatku od handlu (tamgha). W roku 1428 Uług Beg przeprowadził reformę monetarną, polegającą przede wszystkim na wprowadzeniu nowych monet miedzianych, co przyczyniło się do rozwoju drobnego handlu detalicznego. Uług Beg posiadał kilka żon z rodu Czyngis-chana i w związku z tym używał tytułu „kürgen” („zięć” – w domyśle rodu panującego). Zgodnie z XVI-wiecznym Tarich-e Raszidi utrzymywał także na dworze nominalnego chana, jednak współczesne mu źródła nie potwierdzają tej informacji. Podczas swojego krótkiego panowania jako sułtan na swoich monetach obok własnego imienia umieścił jedynie imię Timura.

### Sułtan

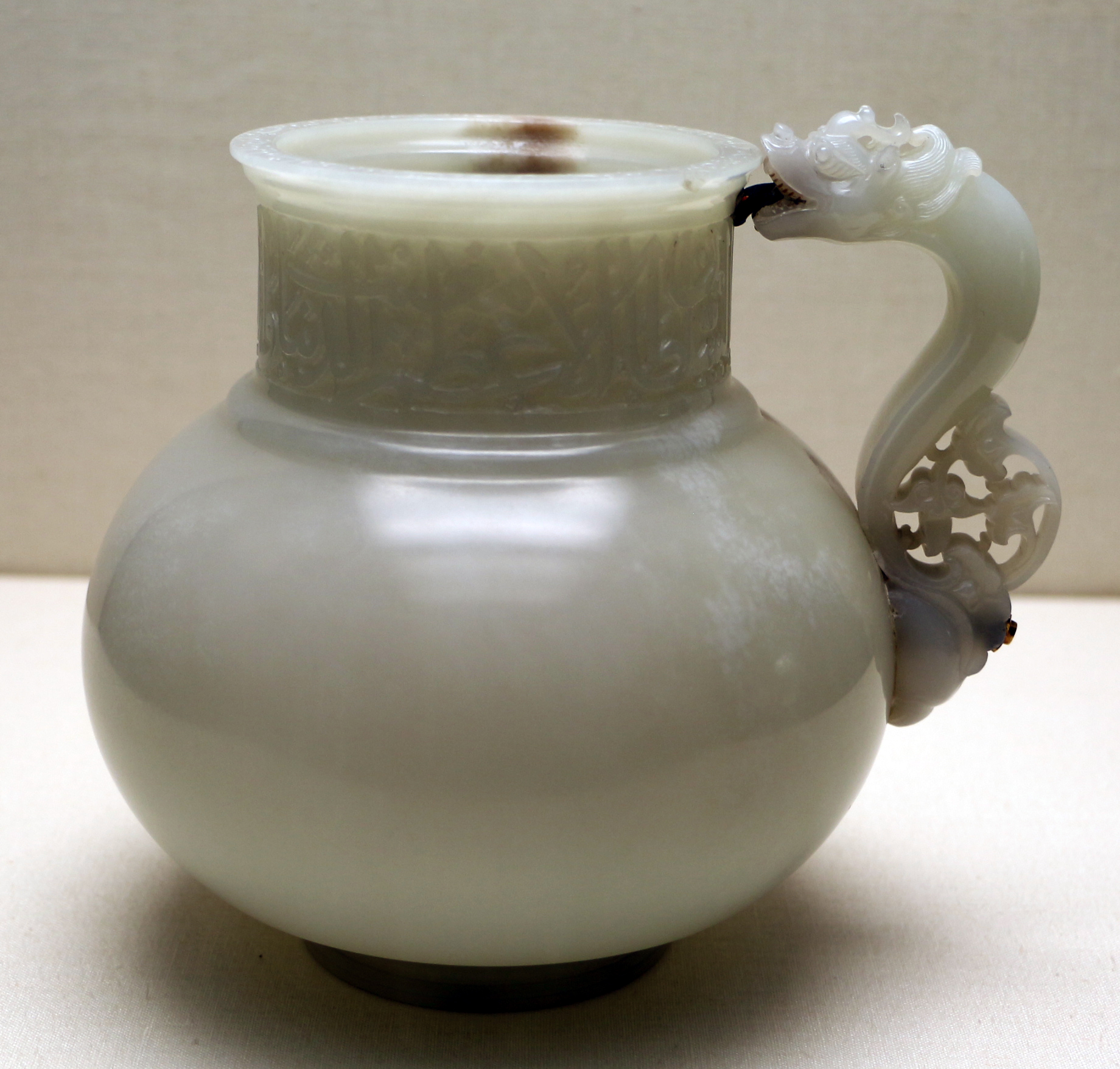
Dzbanuszek z nefrytu zawierający imię i tytulaturę Uług Bega, z uchwytem w kształcie smoka. Zbiory Muzeum Calouste Gulbenkiana

Szahruch zmarł 13 marca 1447 roku w Reju podczas wyprawy przeciwko swojemu zbuntowanemu wnukowi Sultanowi Muhammadowi (1447–1452). W tym momencie Uług Beg był jedynym żyjącym synem Szachrucha i choćby z tego powodu był głównym pretendentem do przejęcia jego dziedzictwa. Dowództwo nad pozostawioną przez Szahrucha armią objął syn Uług Bega, Abd al-Latif (1449–1450), który natychmiast powiadomił ojca o śmierci swojego dziadka. Zanim Abd al-Latif połączył się z ojcem został pokonany w nagłym ataku przez pozostawionego wcześniej w Heracie Ala ad-Daulę (1447–1448), który po tym zwycięstwie ogłosił się sułtanem. Uług Beg najpierw rozprawił się z buntem rządzącego w Chottalu syna Muhammada Dżukiego, Aba Bakra, by następnie gdzieś na początku maja przekroczyć Dżejhun i założyć obóz w okolicach Balchu. Teraz za radą swoich emirów rozpoczął negocjacje z Ala ad-Daulą, który, zagrożony jednocześnie przez swojego brata Babura (1447–1457) zgodził się na przebieg granicy nieco na południe od Amu-Darii, co oznaczało iż takie miasta jak Balch, Majmana i Szeberghan znalazły się w posiadaniu Ulug Bega. Abd al-Latif został uwolniony i Uług Beg pozostawił go jako namiestnika Balchu.
Abd al-Latif wkrótce rozpoczął ataki na oddziały Ala ad-Dauli, który w odpowiedzi wszczął kampanię przeciwko niemu. To dało Uług Begowi pretekst do ataku. Na wiosnę 1448 roku przybył do Chorasanu wraz ze swoją armią i po połączeniu się z siłami Abd al-Latifa zaatakował Ala ad-Daulę, odnosząc nad nim zdecydowane zwycięstwo pod Tarnabem. Ala ad-Daula uciekł do swojego brata Babura w Astarabadzie i Uług Beg zajął Herat, gdzie powitali go mieszkańcy miasta. Następnie ojciec wraz z synem udali się na zachód przeciwko synom Bajsunkura. Według Samarkandiego Uług Beg miał szansę ich pokonać w okolicy Bastamu, lecz zamiast ich zaatakować zawrócił do Meszhedu. Na miejscu w listopadzie dowiedział się, iż w okolicach Heratu wybuchła rebelia turkmeńskiego księcia Jar Alego, który uciekł z więzienia. Mieszkańcy Heratu dzielnie bronili swojego miasta do momentu gdy Uług Beg przybył mu z odsieczą. Ten początkowo wynagrodził obrońców miasta, gdy jednak dowiedział się, że część oddziałów Jar Alego rekrutowała się z mieszkańców przedmieścia Heratu rozpuścił swoją armię na trzy dni w okolice miasta, by ta ukarała ich mieszkańców. Żołnierze dokonali wielu aresztowań i nie okazali szacunku nawet miejscom kultu religijnego, zaś Uług Beg w wyniku tych działań utracił poparcie w Heracie. W tym momencie dowiedział się on że Abu al-Chajr zaatakował region Samarkandy, niszcząc kilka jego pałaców, i w związku z tym zawrócił do Mawarannahru, zostawiając Abd al-Latifa jako swojego namiestnika w Heracie. Uług Beg zabrał ze sobą ciało Szahrucha, by pochować je w Samarkandzie, a także rzemieślników i wiele rzadkich przedmiotów z kolekcji zebranej przez jego ojca. Prawdopodobnie zgodnie z zamiarami Uług Bega Samarkanda miała stać się na powrót stolicą Timurydów. W trakcie pochodu jego wojska były atakowane zarówno przez Babura jak i Uzbeków i z trudnością udało mu się doprowadzić je w rejon Buchary, gdzie miał zimować
Zaledwie dwa tygodnie po odejściu Uług Bega pod Heratem pojawiły się oddziały Babura i Abd al-Latif opuścił miasto, by następnie na rozkaz ojca udać się do Balchu i przejąć w nim rządy. Abd al-Latif czuł się skrzywdzony przez działania ojca, który nie wynagrodził go ani w żaden inny sposób nie uhonorował za jego udział w zdobyciu Chorasanu, faworyzując jednocześnie jego młodszego brata Abd al-Aziza. Teraz mając oparcie w rejonie Balchu zaczął się przygotowywać do buntu przeciwko niemu. Po tym jak Uług Beg w brutalny sposób stłumił rebelię w rejonie Heratu nie było trudno znaleźć zwolenników gotowych wystąpić przeciwko niemu. Aby zwiększyć swoją popularność w regionie Abd al-Latif ponadto zniósł opłaty pobierane od handlu (tamgha). Ponieważ Balch leżał na szlaku handlu z Indiami Uług Beg utracił w ten sposób ważne źródło dochodu. Wrogość Abd al-Latifa wobec ojca przybrała tak otwartą formę, że ten ostatni nie miał wyjścia i prawdopodobnie wczesnym latem 1449 roku wyruszył przeciwko niemu. Dwie armie stały naprzeciwko siebie po dwóch stronach Dżejhunu, gdy zaś doszło do starć pomiędzy nimi przeważnie Abd al-Latif wychodził z nich zwycięsko. Żołnierze Uług Bega zaczęli dezerterować, a on sam zaczął się obawiać, iż jego emirowie wydadzą go synowi. W międzyczasie pozostawiony jako namiestnik w Samarkandzie Abd al-Aziz zraził do siebie jej mieszkańców swoją arogancją, co wykorzystał pozostający w służbie Uług Bega timurydzki książę Abu Sa’id (1451–1469), który na czele swoich zwolenników zaatakował miasto. Na wieść o tym Uług Beg zarządził powrót do Samarkandy, zmuszając Abu Sa’ida do odstąpienia od miasta. Za swoim ojcem postępował jednak Abd al-Latif, który pokonał go w bitwie nieopodal Samarkandy. Uług Bega opuścił nawet emir Barłasów Sultanszah a bramy Samarkandy zostały przed nim zamknięte przez jego innego emira, Miranszaha Ka'uczina. Także w twierdzy Szahruchijja, w której próbował się następnie schronić wraz z Abd al-Azizem, Uług Bega spotkało to samo przyjęcie. Był zatem zmuszony powrócić do Samarkandy i poddać się Abd al-Latifowi.
Abd al-Latif ustanowił teraz nominalnego chana z rodu Czyngis-chana i nakazał mu osądzić swojego ojca zgodnie z szariatem, uzyskując od większości ulemów fatwy skierowane przeciwko niemu. Gdy zapadł oczekiwany wyrok śmierci pozwolono Uług Begowi na wyruszenie na pielgrzymkę i Abd al-Latif zabił go podczas niej. Daulatszah datuje śmierć Uług Bega na 8 ramadan 853/25 października 1449 roku, jednak na jego nagrobku widnieje data 10 ramadan/27 października. Jego ciało zostało później przeniesione do Samarkandy i pochowane w mauzoleum Gur-i Mir, tak jak zgodnie z szariatem powinno być pochowane ciało szahida, tj. w pełnym ubraniu. Wkrótce Abd al-Latif nakazał także egzekucję swojego brata, Abd al-Aziza, zaś kolejny syn Uług Bega, Abd ar-Rahman, zginął za panowania Abdallaha (1450–1451). Córka Uług Bega, Rabi'a Sultan Begum, została w roku 1451 wydana przez Abu Sa’ida za chana Abu al-Chajra, któremu urodziła dwóch synów, Kuczkuncziego (1512–1530) i Sujundżuka. Pierwszy z nich został chanem Buchary w roku 1512, a drugi miał swój apanaż w Taszkencie.

## Patronat kulturalny i działalność naukowa

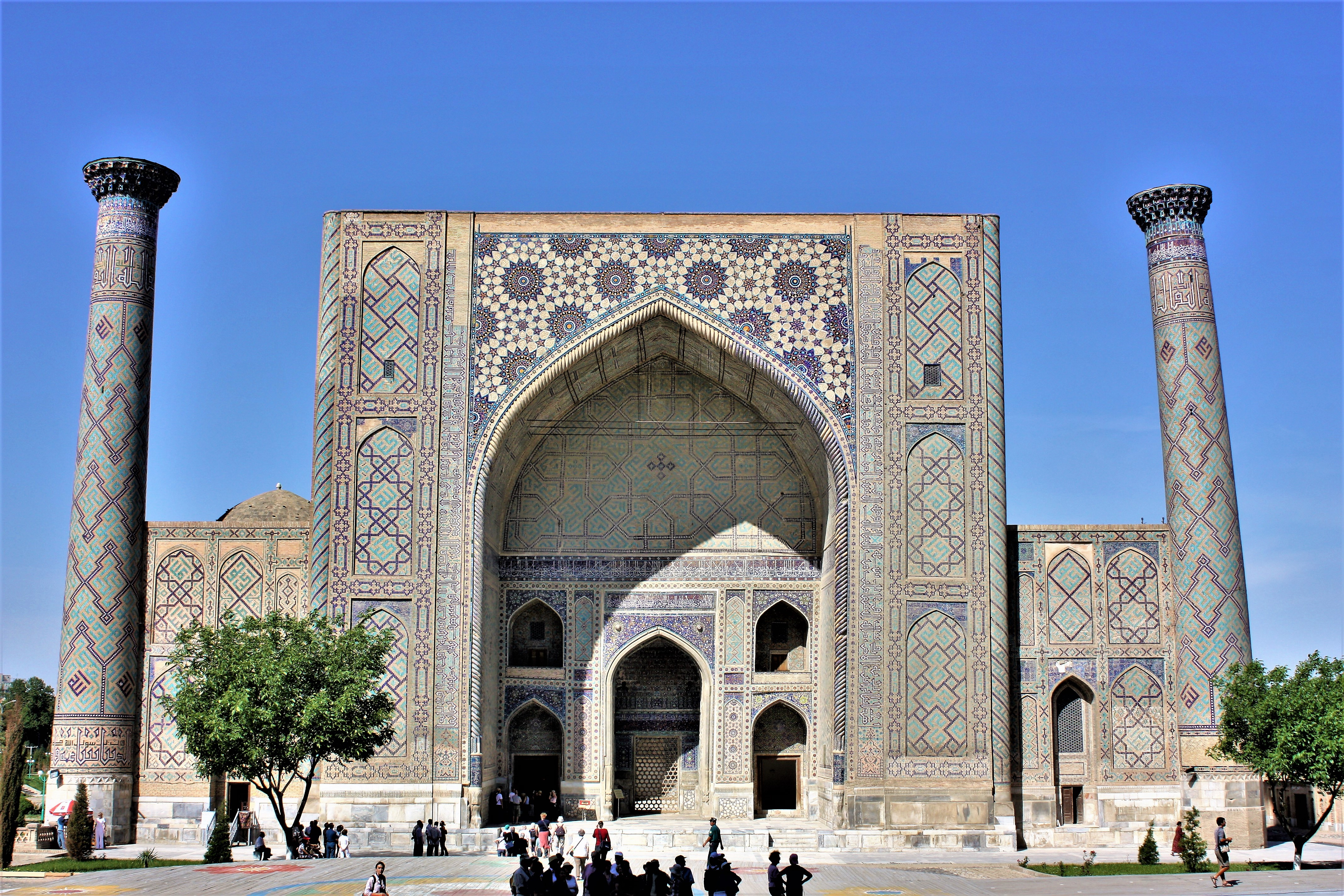
Madrasa Uług Bega w Samarkandzie

Timur zadbał o to by jego dzieci i wnuki były jak najlepiej wykształcone i w przypadku Uług Bega polityka ta przyniosła znakomite rezultaty. Miał on mówić w czterech językach (tureckim, perskim, arabskim i mongolskim) oraz znać także nieco chińskiego. Sam pisał wiersze zarówno w perskim, jak i tureckim. Znał na pamięć Koran i fragmenty komentarzy do niego oraz był generalnie zaznajomiony z muzułmańskimi naukami religijnymi, utrzymywał przy tym dobre stosunki z ulemami. Był znawcą muzyki i pasjonował się medycyną. Przede wszystkim jednak „był utalentowanym praktykiem w dziedzinie matematyki i astronomii, zdolnym do osądzania jakości pracy naukowej”.
Uług Beg przyciągnął na swój dwór cały szereg poetów piszących zarówno w języku perskim, jak i tureckim. Najwybitniejszym perskojęzycznym poetą związanym z Uług Begiem był słynny Esmat Allah Bochara'i. Ważnymi twórcami tureckojęzycznymi tworzącymi w ówczesnej Samarkandzie byli z kolei Sakkaki i Ata'i. Wydaje się, iż w dziedzinie kaligrafii, malarstwa miniaturowego i historiografii patronat Uług Bega był ograniczony. Czasami przypisuje mu się Tarich-e arba ulus, historię powszechną podkreślającą rolę rodów Czyngisydów, jednak prawdopodobnie po prostu została ona napisana na jego dworze. Oryginał tego dzieła zaginął a wyjątki, które zachowały się w Habib as-sejar Chondemira i w pracy anonima sugerują, że było ono krótkie, lecz pod innymi względami podobne do innych historii tworzonych na dworach Timurydów.
W dziedzinie architektury Uług Beg patronował wzniesieniu dwóch madras, których budowę rozpoczęto w roku 1417/1418, w Samarkandzie i Bucharze. Stoją one do dzisiaj. Zawdzięczają mu także powstanie nieistniejące już dzisiaj struktury: chanaka i łaźnia oraz dwa ogrody wraz z pałacami w Samarkandzie. W roku 1420 nakazał rozpoczęcie prac nad swoim obserwatorium astronomicznym. Uług Beg miał także udział w rozbudowie kompleksów grobowych, którym patronował Timur. Zbudował galerię w Gur-i Mir oraz dokonał reorientacji Szah-i Zinda, dodając monumentalny portal od południowej strony, skierowany do miasta. W Shahrisabz na jego rozkaz postawiono meczet i mauzoleum przeznaczone dla jego potomków.
Najważniejszą dziedziną patronatu Uług Bega, w której wniósł on także swój osobisty wkład, były astronomia i matematyka. Do rozbudzenia zainteresowania nimi być może przyczyniła się dziecięca wizyta pozostałości Obserwatorium w Maraghe, niegdyś kierowanego przez Tusiego. Uług Beg zebrał wokół siebie grupę sześćdziesięciu lub siedemdziesięciu uczonych zaangażowanych w wytwarzanie instrumentów naukowych i dyskusje nad astronomicznymi i matematycznymi problemami, włącznie z teoriami stworzonymi przez Tusiego w Maraghe. W madrasie ufundowanej przez Uług Bega w Samarkandzie inaczej niż w innych madrasach matematyka i astronomia były jednymi z najważniejszych przedmiotów. Głównym profesorem madrasy był Kadizade Rumi, prawdopodobnie odpowiedzialny za wprowadzenie matematyki i astronomii do programu nauczania. Za najwybitniejszego uczonego z kręgu Uług Bega uchodzi natomiast Ghijas ad-Din Kaszi, który przybył z Kaszanu ok. roku 1420. Szybko stał się on wiodącą figurą miejscowej naukowej społeczności i wynalazł kilka instrumentów dla obserwatorium, w tym przede wszystkim planetarne equatorium. Z zachowanych listów Kasziego wiemy iż Uług Beg był osobiście zaangażowany w zatrudnianie uczonych i brał aktywny udział w seminariach, prezentując znakomitą orientację w matematyce i astronomii.

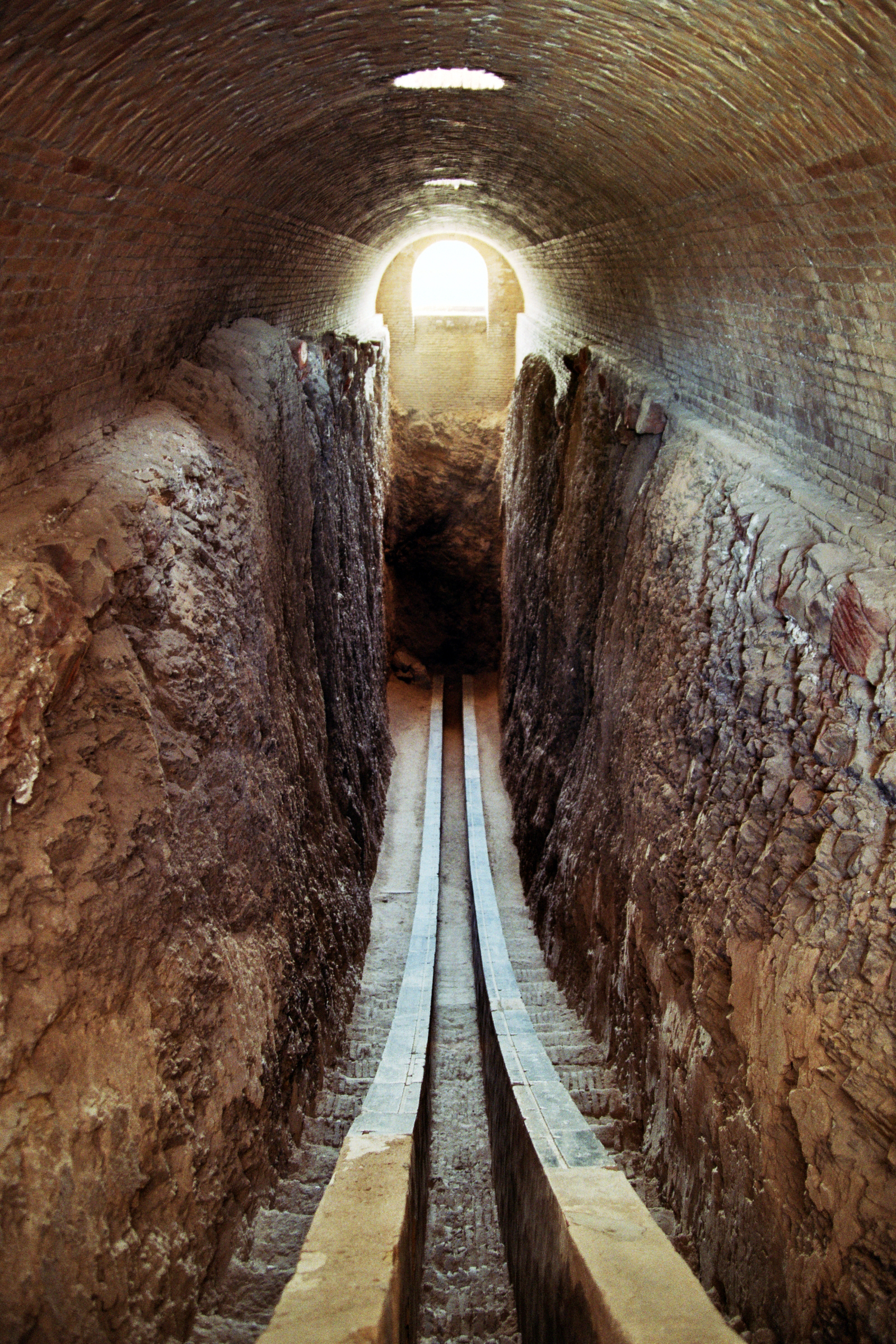
Wykop we wnętrzu obserwatorium w Samarkandzie z częściowo zachowanymi ramionami jego olbrzymiego sekstansu

Samarkandzkie obserwatorium Uług Bega zostało zbudowane na wzgórzu Kuhak u podnóża wzniesienia Czupan-Ata. Działało ono nieco przez ponad trzydzieści lat, by zostać ostatecznie zniszczone w XVI wieku i z czasem kompletnie przykryte przez ziemię. Zostało odkopane w roku 1908 przez rosyjskich archeologów działających pod kierunkiem Wasilija Wiatkina. Zgodnie z dokonanymi na podstawie wykopalisk ustaleniami jego budynek był okrągły, miał średnicę ok. 46 m i wznosił się na wysokość ponad 30m. Miał trzy piętra i był bogato zdobiony mozaiką, majoliką i marmurowymi płytami. Oś północ-południe budynku zajmował najważniejszy przyrząd astronomiczny, olbrzymi podwójny sekstans, którego podstawa znajdowała się na głębokości 11 m w wykopie, wyrytym w skale, natomiast niezachowany wierzchołek wznosił się na wysokość około 30m. Sekstans składał się z dwóch równoległych łuków równych jednej szóstej okręgu koła, którego promień wynosił ponad 40m. Łuki posiadały dokładne południkowe położenie i były oblicowane polerowanymi marmurowymi płytami. Promień światła obserwowanej planety przechodząc przez dwa maleńkie otwory padał na dwa łuki sekstansu, na których oznaczone były stopnie, minuty i sekundy. Na skali sekstansu 70 cm odpowiadało jednemu stopniowi łuku, tak że pozycja słońca mogła być odczytywana z dokładnością do pięciu sekund. Na płaskim dachu budynku mogły być postawione inne mniejsze instrumenty, takie jak sfera armilarna i triquetrum. Wiemy, że w Samarkandzie używano też astrolabiów i kwadrantów.
Chociaż Uług Beg był dyrektorem Samarkandzkiego obserwatorium to Kaszi nadzorował obserwacje aż do swojej śmierci w roku 1429, po której zastąpił go Kadizade. Ten ostatni zmarł gdzieś po roku 1440 i ostatecznie obserwacje były kontynuowane przez Alego Ghuszdżi, ucznia Kadizade i Uług Bega. Rezultaty obserwacji poczynionych za Uług Bega to zmierzenie nachylenia ekliptyki jako 23°30'17” (rzeczywista wartość w tym czasie wynosiła 23° 30'48”) i szerokości geograficznej Samarkandy jako 39° 37'33" N (współcześnie 39° 40'). Ponadto większość planetarnych ekscentryczności i promieni epicykli zostało ustalonych na nowo, a długości i szerokości dla ponad tysiąca gwiazd z katalogu Ptolemeusza zostały zweryfikowane i poprawione. Precesja Ziemi została ustalona na 51.4” na rok, co odpowiada jednemu stopniowi w niewiele więcej niż 70 lat (rzeczywista wartość to 50.2” na rok). Prawdopodobnie ok. roku 1441 Uług Beg ukończył dzieło z którym jest głównie kojarzony, tablice astronomiczne w języku perskim nazywane różnie Zidż-e Dżadid-e Soltani, Zidż-e Gurgani albo Zidż-e Ologh Beg. We wstępie do nich Uług Beg informuje o wkładzie Kadizade, Kasziego i Ghuszdżiego, którzy bez wątpienia byli odpowiedzialni za stojące u ich podstaw obserwacje i obliczenia. Tablice są pod wieloma względami standardowym dziełem astronomii ptolemejskiej bez jakichkolwiek zmian w modelach planetarnych. Można je uznać za ulepszenie tablic Zidż-e Ilchani stworzonych przez uczonych skupionych wokół obserwatorium w Maraghe, pod których wpływem powstały. Składają się z czterech rozdziałów traktujących o chronologii, trygonometrii i astronomii sferycznej, pozycjach planet oraz astrologii. Najważniejsza część tablic to obserwacje i obliczenia leżące u podstawy tabel. Tablica sinusów, zajmująca 18 stron w manuskryptach, przedstawia sinusy do pięciu miejsc w systemie sześćdziesiątkowym (co odpowiada dziewięciu miejscom w systemie dziesiętnym) dla każdego łuku minuty od 0° do 87° i do sześciu miejsc w systemie sześćdziesiątkowym (co odpowiada jedenastu miejscom w systemie dziesiętnym) pomiędzy 87° a 90°. Wszystkie niezależnie obliczone wartości wielokrotności 5' są poprawne przy danej precyzji, podczas gdy wartości pośrednie, obliczone przy pomocy interpolacji kwadratowej zawierają przypadkowe błędy maksymalnie dwóch jednostek. Większość tablic planetarnych została obliczona z większą precyzją niż wcześniej. Zostały dodane nowe tablice upraszczające obliczanie pozycji planet. Katalog gwiazd Uług Bega dla roku 1437 przedstawia jedyne obserwacje na dużą skalę dokonane w świecie islamu w okresie średniowiecznym. (Większość innych katalogów po prostu przyjmowała ptolemejskie koordynaty ekliptyki dla precesji lub była ograniczona do względnie niewielkiej liczby gwiazd).

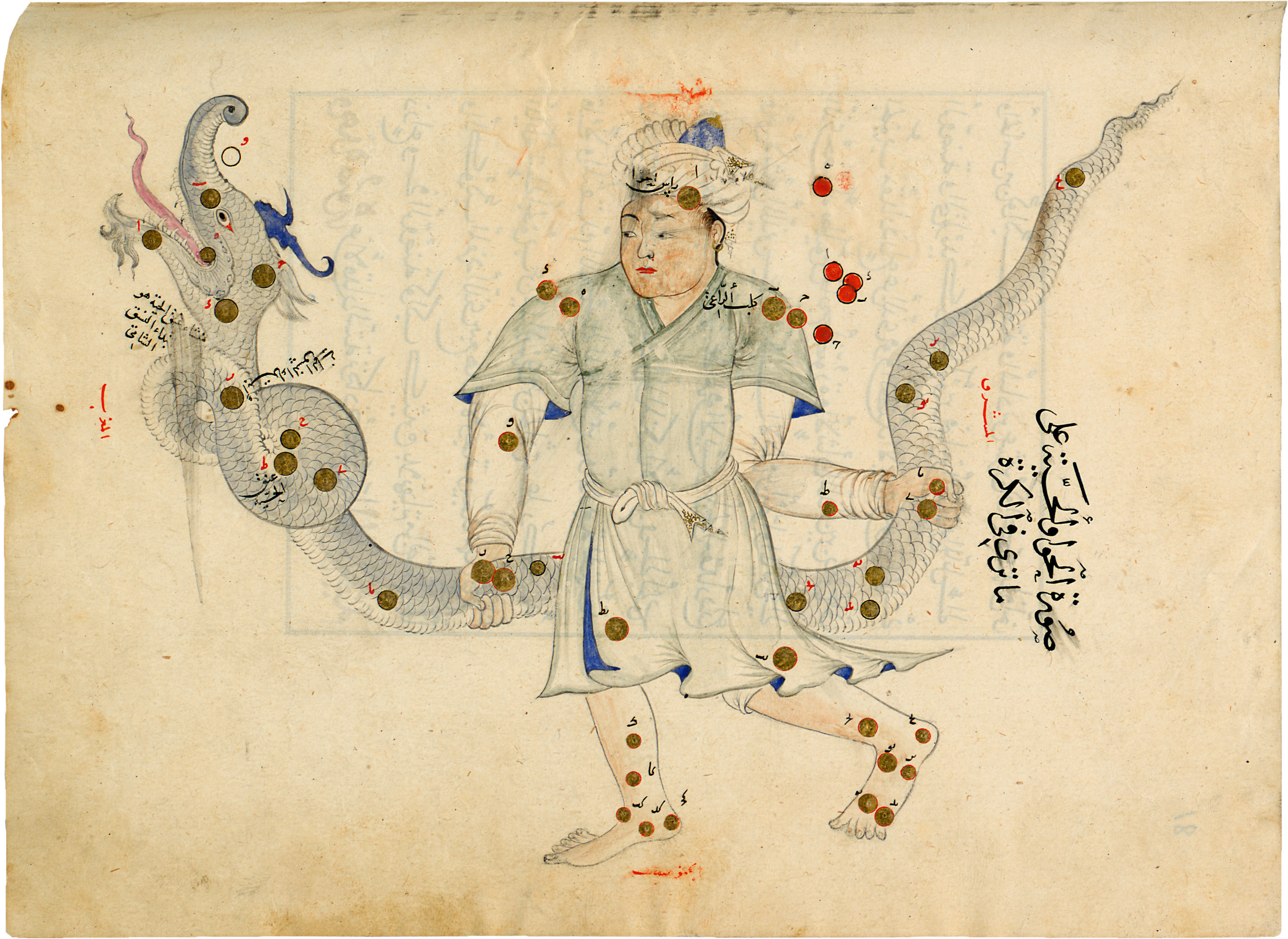
Gwiazdozbiór Wężownika - miniatura z rękopisu Księgi gwiazd stałych Abd ar-Rahmana al-Sufiego sporządzonego na zlecenie Uług Bega. Prawdopodobnie Samarkanda, ok. 1430 - 1440. Bibliothèque nationale

Uług Begowi przypisuje się także inne dzieła, jednak żadne z nich się nie zachowały. Tablice Uług Bega były bardzo wpływowe w świecie islamu aż do XIX wieku i pozostały autorytatywnym traktatem na temat astronomii w języku perskim aż do wprowadzenia astronomii zachodniej. Zidż-e Dżadid-e Soltani zostały szybko przetłumaczone zarówno na arabski, jak i na turecki. Jego wersje dla różnych lokalizacji zostały sporządzone w językach perskim, arabskim i hebrajskim przez takich uczonych jak Imad ad-Din-e Dżamal Buchari (Buchara), Ibn Abi al-Fath as-Sufi (Kair), Molla Czand-e Baha ad-Din i Farid ad-Din Dihlawi (Delhi), Sandżak Dar i Husajn Kus'a (Tunis). Komentarze do dzieła Uług Bega zostały napisane przez Ghusdżiego, Miram Čelebi, Birdżandiego i wielu innych. Setki manuskryptowych kopii perskiego oryginału Zidż-e Dżadid-e Soltani są w posiadaniu bibliotek całego świata. Tablice Uług Bega wywarły także istotny wpływ na tradycyjną astronomię indyjską. Zostały one przetłumaczone na sanskryt i adepci dźjotiszy z Waranasi dzięki nim dowiedzieli się o ptolemejskiej astronomii, wprowadzając część jej metodologii do swoich prac. Współczesny im Farid ad-Din Dihlawi w roku 1629 skomponował opierające się na dziele Uług Bega Zidż-e szahiahani. W XVIII wieku maharadża Amberu Dźaj Singh II (1699–1743) zbudował pięć obserwatoriów w Waranasi, Mathurze, Delhi, Ujjain i Jaipur na wzór tego z Samarkandy. Z pomocą Kajrallaha Chana napisał on Zidż-e dżadid-e mohammad-szahi, dedykowane Wielkiemu Mogołowi Mohammadowi Szahowi (1719–1748). Wydaje się jednak że te indyjskie teksty nie dodały nic znaczącego do pracy Uług Bega.
Pierwsze łacińskie tłumaczenie tablic Uług Bega, autorstwa Johna Greavesa, ukazało się w Londynie w roku 1648. Niedługo potem, w roku 1665 w Oksfordzie, wydano następne tłumaczenie na łacinę autorstwa Thomasa Hyde’a. Jan Heweliusz włączył spore fragmenty dzieła Uług Bega do swojego katalogu Atlas firmamenti stellarum, z kolei jego Prodromus Astronomiae zawiera porównanie danych z Zidż-e Dżadid-e Soltani  z innymi katalogami gwiazd. Zachodnioeuropejska astronomia poznała zatem tablice Uług Bega dopiero w połowie XVII wieku, kiedy dysponowano już znacznie dokładniejszymi obserwacjami Tychona Brahego. Z uwagi na powyższe dzieło Uług Bega nie wywarło na nią istotnego wpływu. Nie zmienia to faktu że jego przedsięwzięcie, sporządzenie katalogu ponad tysiąca gwiazd (1018 lub 1022) na podstawie niezależnie przeprowadzonych obserwacji było jedynym w swoim rodzaju pomiędzy Ptolemeuszem a właśnie Tychonem Brahem. „Dzisiaj wiemy że w swoim momencie świetności obserwatorium Uług Bega przeprowadzało najbardziej zaawansowane obserwacje i analizy na całym świecie. W latach 20. i 30. XV wieku Samarkanda była stolicą światowej astronomii”. Na cześć Uług Bega nazwano jedną z planetoid. Jego imię nosi także Narodowy Uniwersytet Uzbekistanu.